# مايكل أنسلي
مايكل أنسلي (بالإنجليزية: Michael Ansley)‏ مواليد 8 فبراير 1967 في برمنغهام، هو لاعب كرة سلة أمريكي سابق. بدأ مسيرته الاحترافية في سنة 1989. تم اختياره من قبل فريق أورلاندو ماجيك خلال الدرافت. يبلغ طوله 6 قدم 7 بوصة (2.0 م). اعتزل اللعب في 2009.

## المسيرة الاحترافية
لعب مع أورلاندو ماجيك في موسم 1989-90 –1990-91 ، ثم لعب مع فيلادلفيا سفنتي سيكسرز في موسم 1991-92 ، ثم لعب مع شارلوت هورنتس في سنة 1992، ثم لعب مع بالونكيستو مالقا في الدوري الإسباني في موسم 1992–1993، ثم لعب مع بالونكيستو مالقا من سنة 1994 إلى 1996، ثم لعب مع قصرش في الدوري الإسباني في موسم 1996–1997، ثم لعب مع أورينسي في موسم 2000–2001.

## روابط خارجية
- مايكل أنسلي على موقع إن بي أي (الإنجليزية)
- مايكل أنسلي على موقع سبورتس رفرنس (الإنجليزية)
- مايكل أنسلي على موقع الدوري الإسباني لكرة السلة (الإسبانية)
- مايكل أنسلي على موقع كرة السلة الأوروبية.كوم (الإنجليزية)
- مايكل أنسلي على موقع كلية كرة السلة في سبورتس رفرنس.كوم (الإنجليزية)
- مايكل أنسلي على موقع ريلجم (الإنجليزية)
- مايكل أنسلي على موقع بروبوليرز (الإنجليزية)
- مايكل أنسلي على موقع سبورتس رفرنس (الإنجليزية)